# Plaid Cymru
Plaid Cymru [plaɪd ˈkəmri], Walespartiet (officiellt: Plaid Cymru – The Party of Wales) är ett politiskt parti i Wales, som i första hand verkar för självständighet för Wales.
Partiet är det tredje största i Wales, efter Labour och Konservativa partiet. Plaid Cymrus starkaste fästen finns i nordvästra Wales, där det kymriska språket är som starkast. Man har tidvis ingått i den regionala regeringen tillsammans med Labour. Partiledare är Rhun ap Iorwerth sedan 2023.

## Historia
Plaid Cymru grundades år 1925 av den walesiska poeten, dramatikern och nationalisten Saunders Lewis. Han utarbetade tillsammans med David James Davies partiets program, som var inspirerat av socialism och pacifism. I början var den viktigaste frågan det kymriska språkets ställning, men så småningom kom frågan om självständighet för Wales att ta överhanden.
År 1966 lyckades man att ta sitt första mandat i det brittiska underhuset. Dåvarande partiledaren Gwynfor Evans genomförde 1981 en hungerstrejk med syftet att få till stånd en kymriskspråkig TV-kanal. Hungerstrejken lyckades och året därpå infördes TV-kanalen.